# هیپوسمی
هیپوسمی یا میکروسمی (به انگلیسی: Hyposmia) به کاهش توانایی بویایی و تشخیص بوها گفته می‌شود و بیماری مرتبط با آن آنوسمی است که فرد مبتلا هیچ بویی را احساس نمی‌کند. برخی از علل مشکلات بویایی آلرژی، پولیپ بینی، عفونت‌های ویروسی و ضربه به سر هستند. در سال ۲۰۱۲ حدود ۹٫۸ میلیون نفر در سنین ۴۰ سال و بالاتر در ایالات متحده به هیپوسمی و ۳٫۴ میلیون نفر دیگر به آنوسمی-هیپوسمی شدید مبتلا بودند.
هیپوسمی در مواردی می‌تواند اولین نشانه بیماری پارکینسون و در کنار اختلالات دیس‌اتونومی، توهمات بینایی و RBD، یکی از علائم اولیه و تقریباً جهانی در بیماری آلزایمر و زوال عقل با اجسام لویی باشد. میکروسمی مادام العمر نیز می‌تواند هنگام وقوع سندرم کالمن یا اختلال طیف اوتیستیک شکل بگیرد. همراه با سایر اختلالات حسی-شیمیایی (حواسی که از طریق مولکول‌های شیمیایی درک می‌شوند)، هیپوسمی ممکن است یک شاخص کلیدی در ابتلا به COVID-19 باشد.

## اپیدمیولوژی
نظرسنجی ملی سلامت و تغذیه (NHANES) در سال ۲۰۱۲ داده‌های مربوط به عملکرد حسی-شیمیایی (طعم و بو) را در یک نمونه ملی از افراد غیرنظامی و غربال‌نشده ایالات متحده جمع‌آوری کرد. عملکرد بویایی در افراد ۴۰ ساله و بالاتر با یک تست ۸ موردی شناسایی بو ارزیابی شد. ۸ مورد بویایی شامل بوهای خوراکی (توت فرنگی، شکلات، پیاز، انگور)، بوهای هشدار دهنده (گاز طبیعی، دود) و بوهای خانگی (چرم، صابون) بود و نمره عملکرد بویایی بر اساس تعداد شناسایی صحیح بوها، به هر شرکت کننده داده شد. این آزمون، شیوع آنوسمی-هیپوسمی شدید (نمرات ۰ تا ۳) را ۰٫۳ درصد در سن ۴۰–۴۹ سال و ۱۴٫۱ درصد در افراد بالای ۸۰ سال و شیوع هیپوسمی (نمرات ۴ تا ۵)، که بسیار بالا بود، را ۳٫۷٪ در سن ۴۰–۴۹ و ۲۵٫۹٪ در افراد بالای ۸۰ سال نشان داد.
داده‌های حسی-شیمیایی دیگری نیز در یک نمونه بزرگتر NHANES در سال ۲۰۱۳–۲۰۱۴ جمع‌آوری شد که شیوع اختلال بویایی (نمرات ۰–۵ از ۸ صحیح) در افراد ۴۰ سال به بالا را ۱۳٫۵ درصد نشان داد. اگر همین شیوع در سال بعدی رخ دهد، تخمین زده می‌شود که ۲۰٫۵ میلیون نفر از افراد ۴۰ سال به بالا به هیپوسمی یا آنوسمی مبتلا می‌شوند. علاوه بر این، ویژگی‌های چندگانه دموگرافیک اجتماعی-اقتصادی و سبک زندگی به عنوان عوامل خطر برای افزایش مبتلایان به هیپوسمی مورد ارزیابی قرار گرفت. در تجزیه و تحلیل‌های آماری، بالا بودن سن، جنسیت مذکر، نژاد سیاهپوست یا غیر اسپانیایی، درآمد خانواده پایین، سطح تحصیلات پایین، مصرف زیاد الکل (بیش از ۴ نوشیدنی در روز) و سابقه آسم یا سرطان به‌طور مستقل با شیوع بیشتر اختلال بویایی مرتبط دانسته شدند.